# Baldassare Porto
Baldassare Porto (ur. 19 stycznia 1923 w Katanii, zm. 30 listopada 2013 tamże) – włoski lekkoatleta, sprinter, wicemistrz Europy z 1950.
Zdobył srebrny medal w sztafecie 4 × 400 metrów na mistrzostwach Europy w 1950 w Brukseli (skład włoskiej sztafety: Porto, Armando Filiput, Luigi Paterlini i Antonio Siddi). Sztafeta włoska poprawiła wówczas rekord swego kraju wynikiem 3:11,0.
Odpadł w eliminacjach sztafety 4 × 400 metrów igrzyskach olimpijskich w 1952 w Helsinkach. Zdobył srebrny medal w tej konkurencji na igrzyskach śródziemnomorskich w 1955 w Barcelonie.
Był mistrzem Włoch w biegu na 400 metrów w 1950.